# تود يونغ
تود يونغ (بالإنجليزية: Todd Young )‏ (و. 1972  م) هو سياسي، ومحامي، وعسكري، ومستشار أمريكي، ولد في لانكستر، هو عضوٌ في الحزب الجمهوري، ويحمل رتبة عسكرية نقيب.

## مناصب
تولى منصب عضو مجلس الشيوخ الأمريكي (منذ 3 يناير 2017)
- عضو مجلس الشيوخ الأمريكي (3 يناير 2017–3 يناير 2019)[8]
- عضو مجلس النواب الأمريكي (6 يناير 2015–3 يناير 2017)[8]
- عضو مجلس النواب الأمريكي (3 يناير 2013–3 يناير 2015)[8]
- عضو مجلس النواب الأمريكي (5 يناير 2011–3 يناير 2013)[8]
- عضو مجلس النواب الأمريكي (3 يناير 2011–3 يناير 2017)
- مدع (2007–2010).[8]

## التعليم
تعلم في Indiana University Robert H. McKinney School of Law ‏، وتحصل منها على دكتوراه في القانون (حتى 2006)، وجامعة لندن، وتحصل منها على ماجستير في الآداب (حتى 2001)، وجامعة شيكاغو، وتحصل منها على ماجستير إدارة الأعمال (حتى 2000)، وأكاديمية الولايات المتحدة البحرية، وتحصل منها على بكالوريوس العلوم (حتى 1995)، وCarmel High School (Indiana) ‏ (حتى 1990)، وجامعة إنديانا، وكلية بوث للأعمال.

## الخدمة العسكرية
خدم في قوات مشاة بحرية الولايات المتحدة (1995–2000)، وبحرية الولايات المتحدة (1990–1991).